# Megan Moulton-Levy
Megan Moulton-Levy, née le 11 mars 1985 à Grosse Pointe dans le Michigan, est une joueuse de tennis américaine, professionnelle de 2008 à 2017.

## Palmarès

### Titre en double dames
| No | Date       | Nom et lieu du tournoi   | Catégorie | Dotation  | Surface    | Partenaire   | Finalistes                  | Score             |          |
| -- | ---------- | ------------------------ | --------- | --------- | ---------- | ------------ | --------------------------- | ----------------- | -------- |
| 1  | 31-03-2014 | Monterrey Open Monterrey | Intern'l  | 500 000 $ | Dur (ext.) | Darija Jurak | Tímea Babos Olga Govortsova | 7-65, 3-6, [11-9] | Parcours |

### Finale en double dames
Aucune

## Parcours en Grand Chelem

### En simple dames
N'a jamais participé à un tableau final.

### En double dames
| Année | Open d'Australie             | Open d'Australie          | Internationaux de France     | Internationaux de France   | Wimbledon                    | Wimbledon                 | US Open                      | US Open                    |
| ----- | ---------------------------- | ------------------------- | ---------------------------- | -------------------------- | ---------------------------- | ------------------------- | ---------------------------- | -------------------------- |
| 2011  | -                            | -                         | -                            | -                          | 1er tour (1/32) Lindsay Lee  | M. Erakovic T. Tanasugarn | -                            | -                          |
| 2012  | -                            | -                         | -                            | -                          | 1er tour (1/32) Lindsay Lee  | L. Domínguez Carla Suárez | 1er tour (1/32) Lindsay Lee  | S. Williams V. Williams    |
| 2013  | 2e tour (1/16) Mandy Minella | E. Makarova Elena Vesnina | 2e tour (1/16) Lauren Davis  | B. Mattek Sania Mirza      | 2e tour (1/16) Zhang Shuai   | A. Barty C. Dellacqua     | 2e tour (1/16) K. Marosi     | Sania Mirza Zheng Jie      |
| 2014  | 1er tour (1/32) Mona Barthel | Sara Errani Roberta Vinci | 1er tour (1/32) Lauren Davis | Květa Peschke K. Srebotnik | 1er tour (1/32) Darija Jurak | Hsieh Su-wei Peng Shuai   | 2e tour (1/16) Darija Jurak  | Hsieh Su-wei Peng Shuai    |
| 2015  | 1er tour (1/32) Darija Jurak | Zarina Diyas C. Scheepers | -                            | -                          | -                            | -                         | -                            | -                          |
| 2016  | -                            | -                         | -                            | -                          | -                            | -                         | -                            | -                          |
| 2017  | 2e tour (1/16) Lauren Davis  | K. Srebotnik Zheng Saisai | -                            | -                          | -                            | -                         | 1er tour (1/32) Lauren Davis | Chan Hao-ching Zhang Shuai |

Sous le résultat, la partenaire ; à droite, l’ultime équipe adverse.

### En double mixte
| Année | Open d'Australie | Open d'Australie | Internationaux de France  | Internationaux de France | Wimbledon                     | Wimbledon               | US Open                      | US Open                  |
| ----- | ---------------- | ---------------- | ------------------------- | ------------------------ | ----------------------------- | ----------------------- | ---------------------------- | ------------------------ |
| 2013  | -                | -                | -                         | -                        | -                             | -                       | 1er tour (1/16) Eric Butorac | Lisa Raymond J.-J. Rojer |
| 2014  | -                | -                | 1er tour (1/16) N. Monroe | Julia Görges N. Zimonjić | 1er tour (1/32) D. Toursounov | J. Husárová J. Levinský | -                            | -                        |

Sous le résultat, le partenaire ; à droite, l’ultime équipe adverse.

## Parcours en «Premier Mandatory» et «Premier 5»
Découlant d'une réforme du circuit WTA inaugurée en 2009, les tournois WTA « Premier Mandatory » et « Premier 5 » constituent les catégories d'épreuves les plus prestigieuses, après les quatre levées du Grand Chelem.
| Année                   | Premier Mandatory | Premier Mandatory       | Premier Mandatory    | Premier Mandatory        | Premier Mandatory | Premier Mandatory      | Premier Mandatory | Premier Mandatory | Premier 5 | Premier 5               | Premier 5         | Premier 5                | Premier 5              | Premier 5                  | Premier 5    | Premier 5              | Premier 5        | Premier 5             | Premier 5         | Premier 5 | Premier 5 | Premier 5 |
| Année                   | Indian Wells      | Indian Wells            | Miami                | Miami                    | Madrid            | Madrid                 | Pékin             | Pékin             | Dubaï     | Dubaï                   | Doha              | Doha                     | Rome                   | Rome                       | Canada       | Canada                 | Cincinnati       | Cincinnati            | Tokyo             | Tokyo     | Wuhan     | Wuhan     |
| ----------------------- | ----------------- | ----------------------- | -------------------- | ------------------------ | ----------------- | ---------------------- | ----------------- | ----------------- | --------- | ----------------------- | ----------------- | ------------------------ | ---------------------- | -------------------------- | ------------ | ---------------------- | ---------------- | --------------------- | ----------------- | --------- | --------- | --------- |
| 2012                    |                   |                         |                      |                          |                   |                        |                   |                   |           |                         |                   |                          |                        |                            |              |                        |                  |                       |                   |           |           |           |
| —                       | —                 | —                       | —                    | —                        | —                 | —                      | —                 |                   |           | —                       | —                 | —                        | —                      | 1er tour (1/16) Lee-Waters | Chan         | —                      | —                | —                     | —                 |           |           |           |
| 2013                    |                   |                         |                      |                          |                   |                        |                   |                   |           |                         |                   |                          |                        |                            |              |                        |                  |                       |                   |           |           |           |
| —                       | —                 | 2e tour (1/8) Zhang     | Petrova Srebotnik    | 1er tour (1/16) Rosolska | Grandin Uhlířová  | 1er tour (1/16) Aoyama | Görges Strýcová   |                   |           | 2e tour (1/8) Aoyama    | Kops-Jones Spears | 2e tour (1/8) Govortsova | Kudryavtseva Rodionova | 2e tour (1/8) Marosi       | Errani Vinci | 1er tour (1/16) Marosi | Flipkens Kvitová | 1er tour (1/8) Aoyama | Grönefeld Peschke |           |           |           |
| 2014                    |                   |                         |                      |                          |                   |                        |                   |                   |           |                         |                   |                          |                        |                            |              |                        |                  |                       |                   |           |           |           |
| 1er tour (1/16) Fichman | Kops-Jones Spears | 1er tour (1/16) Fichman | Niculescu Zakopalová | 1er tour (1/16) Jurak    | Kops-Jones Spears |                        |                   |                   |           | 1er tour (1/16) Barthel | Kops-Jones Spears |                          |                        |                            |              |                        |                  |                       |                   |           |           |           |

N.B. : le nom de la partenaire se trouve sous le résultat ; le nom des ultimes adversaires se trouve à droite.

## Classements WTA en fin de saison

### En simple
| Année | 2004 | 2008 | 2009 |
| Rang  | 1122 | 459  | 275  |

Source : (en) « Classements de Megan Moulton-Levy », sur le site officiel du WTA Tour

### En double
| Année | 2004 | 2008 | 2009 | 2010 | 2011 | 2012 | 2013 | 2014 | 2015 |
| Rang  | 677  | 329  | 165  | 133  | 95   | 84   | 56   | 57   | 525  |

Source : (en) « Classements de Megan Moulton-Levy », sur le site officiel du WTA Tour